# Ліворно
Ліво́рно (італ. Livorno італійською: [liˈvorno] ( прослухати)) — місто в Італії, адміністративний центр однойменної провінції області Тоскана.
Ліворно розміщене на відстані близько 260 км на північний захід від Рима, 80 км на захід від Флоренції.
Населення — 159 542 особи (2014).

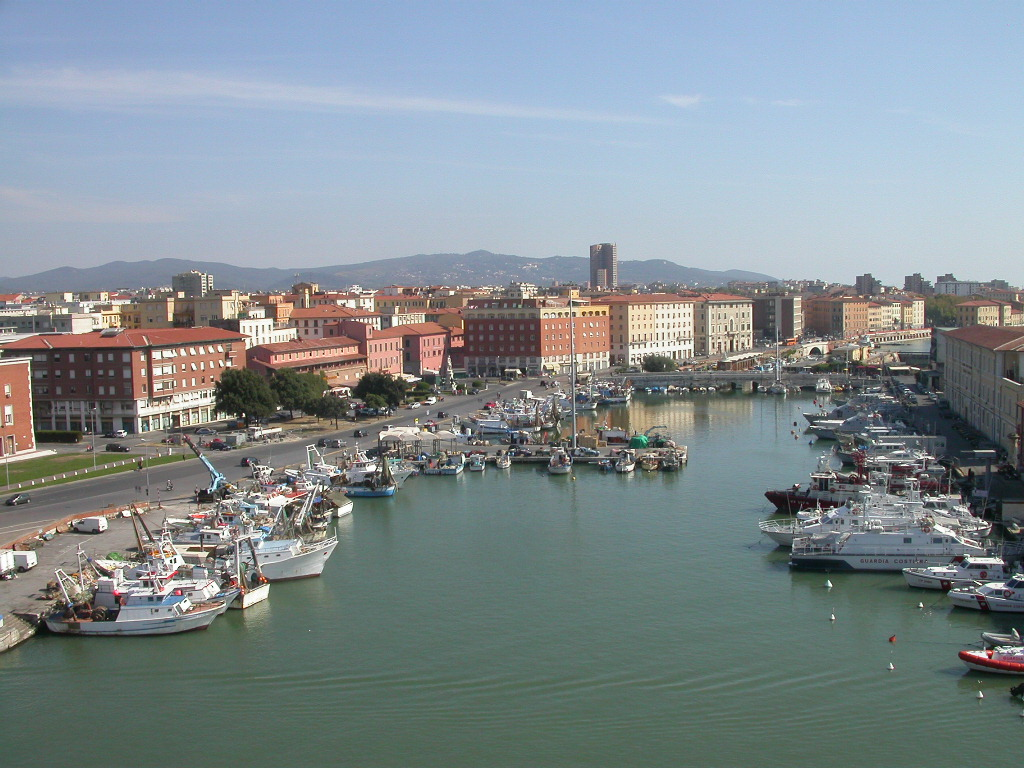

Щорічний фестиваль відбувається 22 травня. Покровитель — Свята Юлія Корсиканська.

## Демографія
Населення за роками:

Станом на 1 січня 2023 року в муніципалітеті офіційно проживало 11 948 іноземців з 122 країн, серед них 2785 громадян країн Євросоюзу та 828 громадян України.

## Клімат
| Livorno          | Місяці | Місяці | Місяці | Місяці | Місяці | Місяці | Місяці | Місяці | Місяці | Місяці | Місяці | Місяці | Пора | Пора | Пора | Пора | Рік  |
| Livorno          | Січ    | Лют    | Бер    | Кві    | Тра    | Чер    | Лип    | Сер    | Вер    | Жов    | Лис    | Гру    | Зим  | Вес  | Літ  | Осі  | Рік  |
| ---------------- | ------ | ------ | ------ | ------ | ------ | ------ | ------ | ------ | ------ | ------ | ------ | ------ | ---- | ---- | ---- | ---- | ---- |
| Темп. макс. (°C) | 11     | 12     | 15     | 17     | 21     | 25     | 29     | 28     | 26     | 21     | 16     | 12     | 11.7 | 17.7 | 27.3 | 21   | 19.4 |
| Темп. мін. (°C)  | 6      | 6      | 7      | 10     | 14     | 17     | 21     | 20     | 18     | 13     | 8      | 7      | 6.3  | 10.3 | 19.3 | 13   | 12.3 |
| Опади (мм)       | 59     | 64     | 64     | 69     | 59     | 39     | 15     | 29     | 70     | 90     | 95     | 75     | 198  | 192  | 83   | 255  | 728  |

## Уродженці
- Федеріко Чеккеріні (*1992) — італійський футболіст, захисник.

- Амедео Модільяні (1884—1920) — видатний італійський художник і скульптор
- Маріо Маньйоцці (*1902 — †1971) — відомий у минулому італійський футболіст, нападник, згодом — футбольний тренер
- Джованні Вінченці (*1905 — †1970) — італійський футболіст, захисник, згодом — футбольний тренер.
- Армандо Піккі (*1935 — †1971) — відомий у минулому італійський футболіст, ліберо, згодом — тренер.
- Джонатан Бакіні (*1975) — італійський футболіст, півзахисник.

## Сусідні муніципалітети

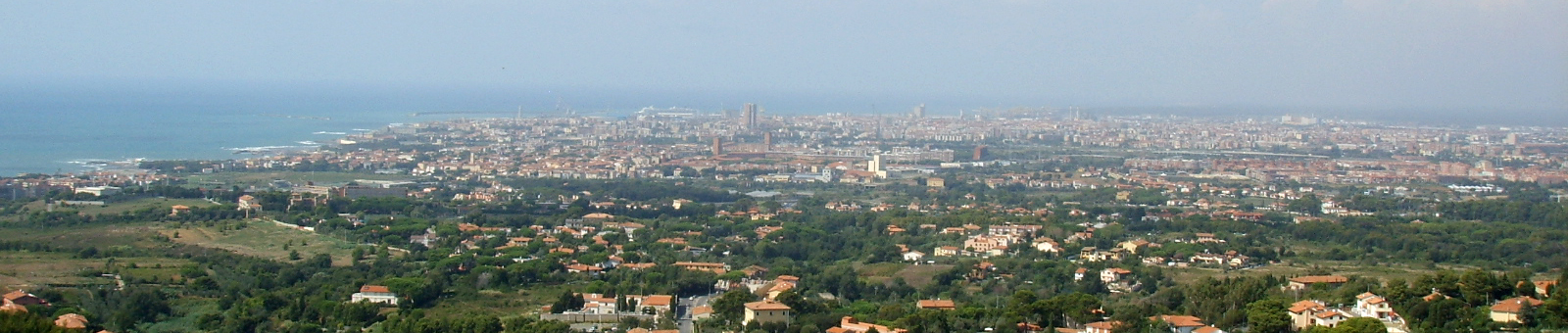
Панорама Ліворно

- Коллезальветті
- Піза
- Розіньяно-Мариттімо

## зображення

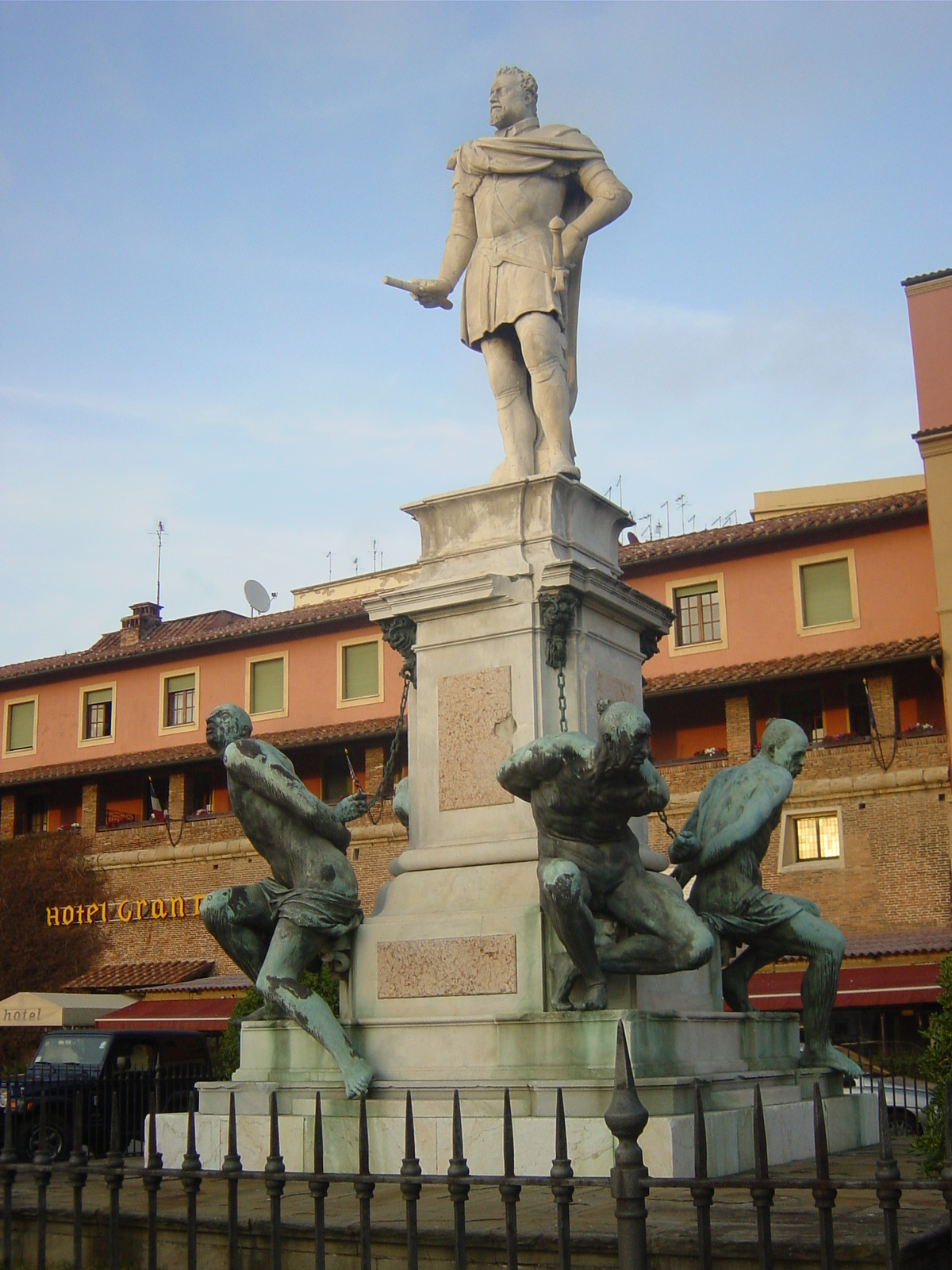
Пам'ятник Фердинанда І
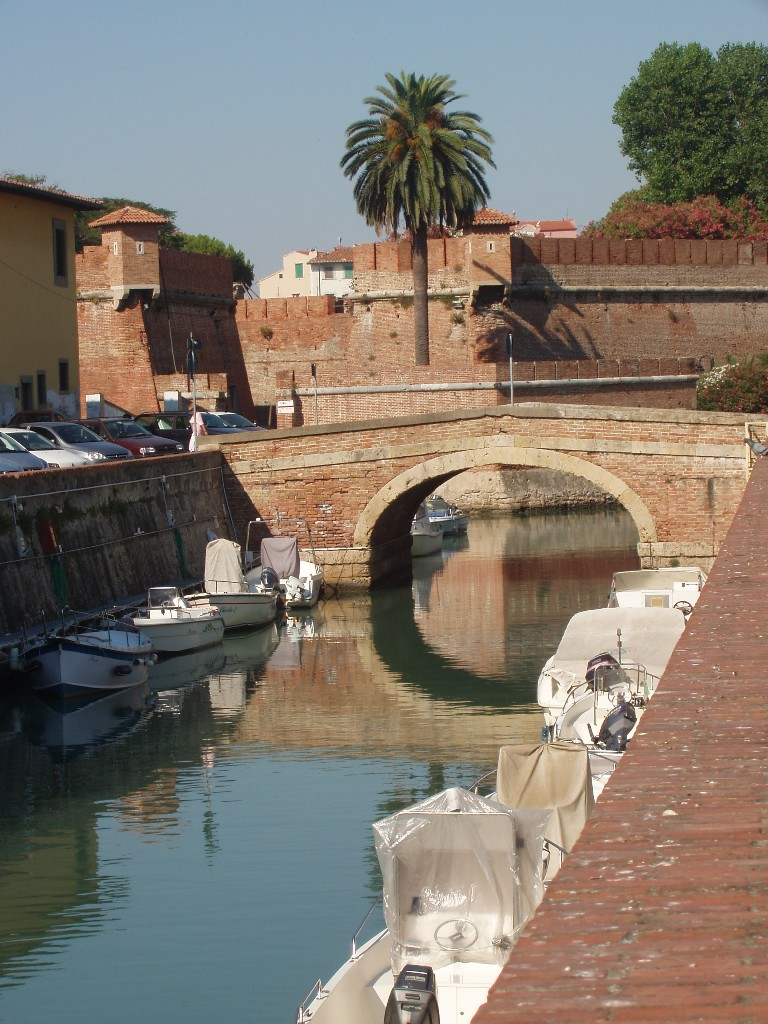
Нова фортеця
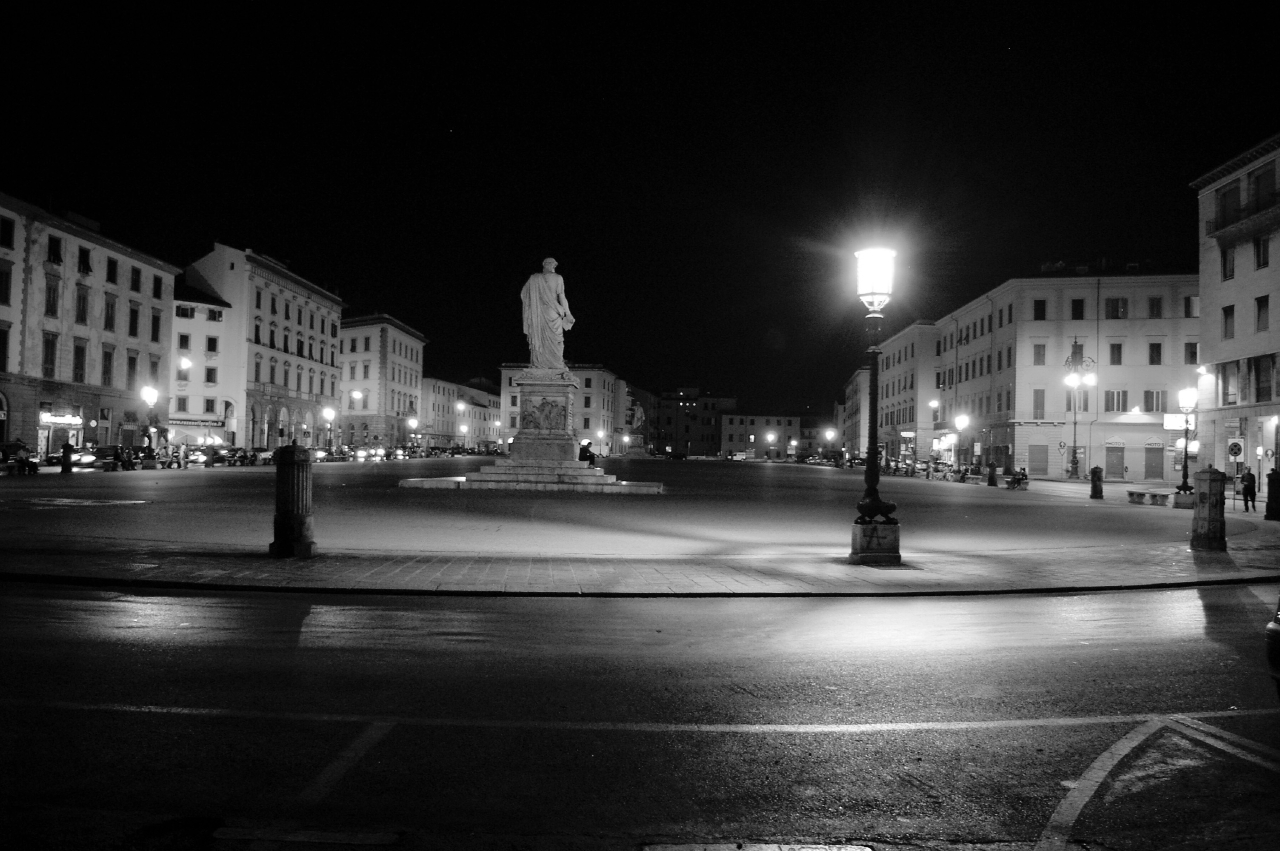
Площа Республіки
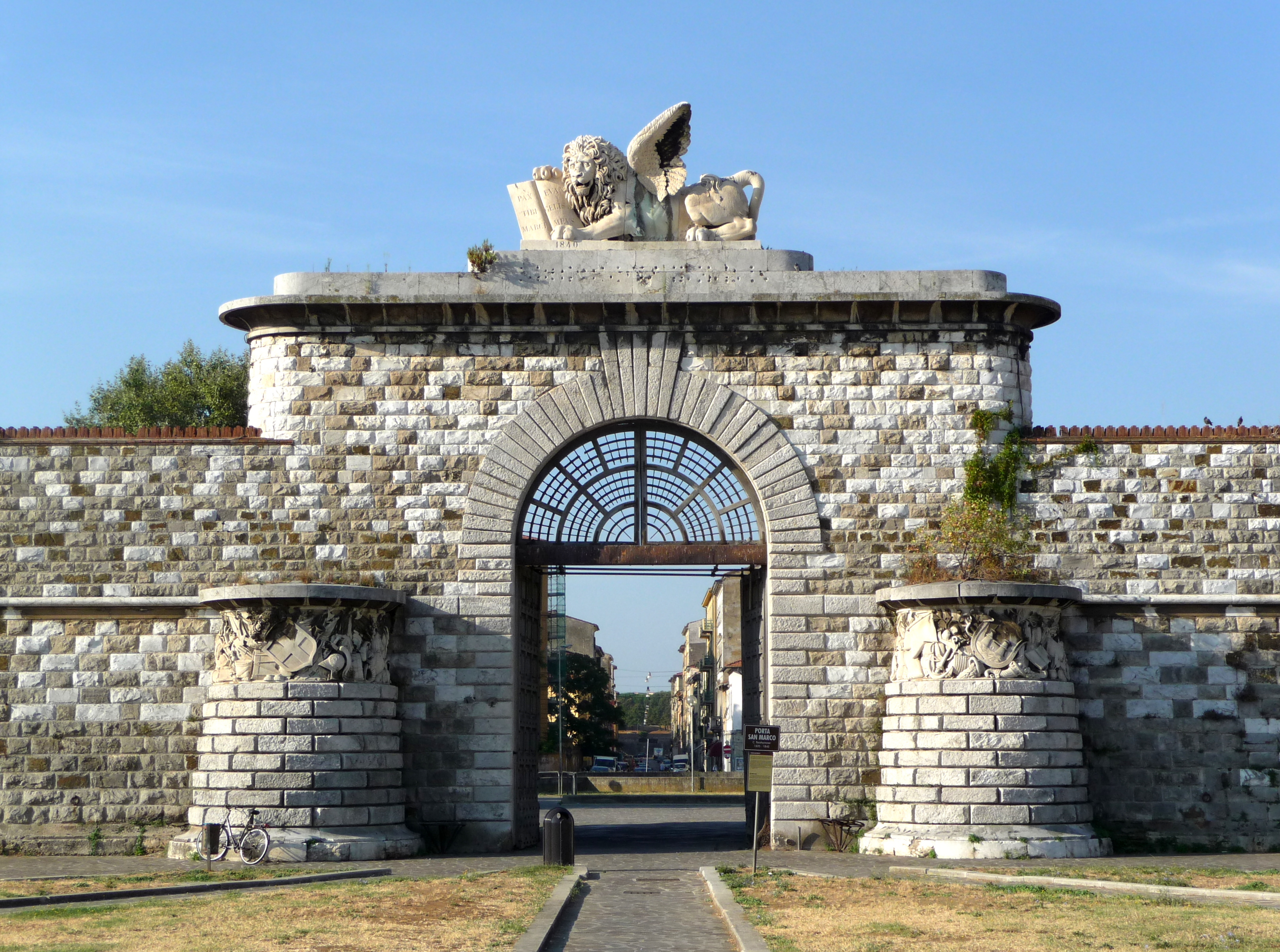
Ворота Святого Марка
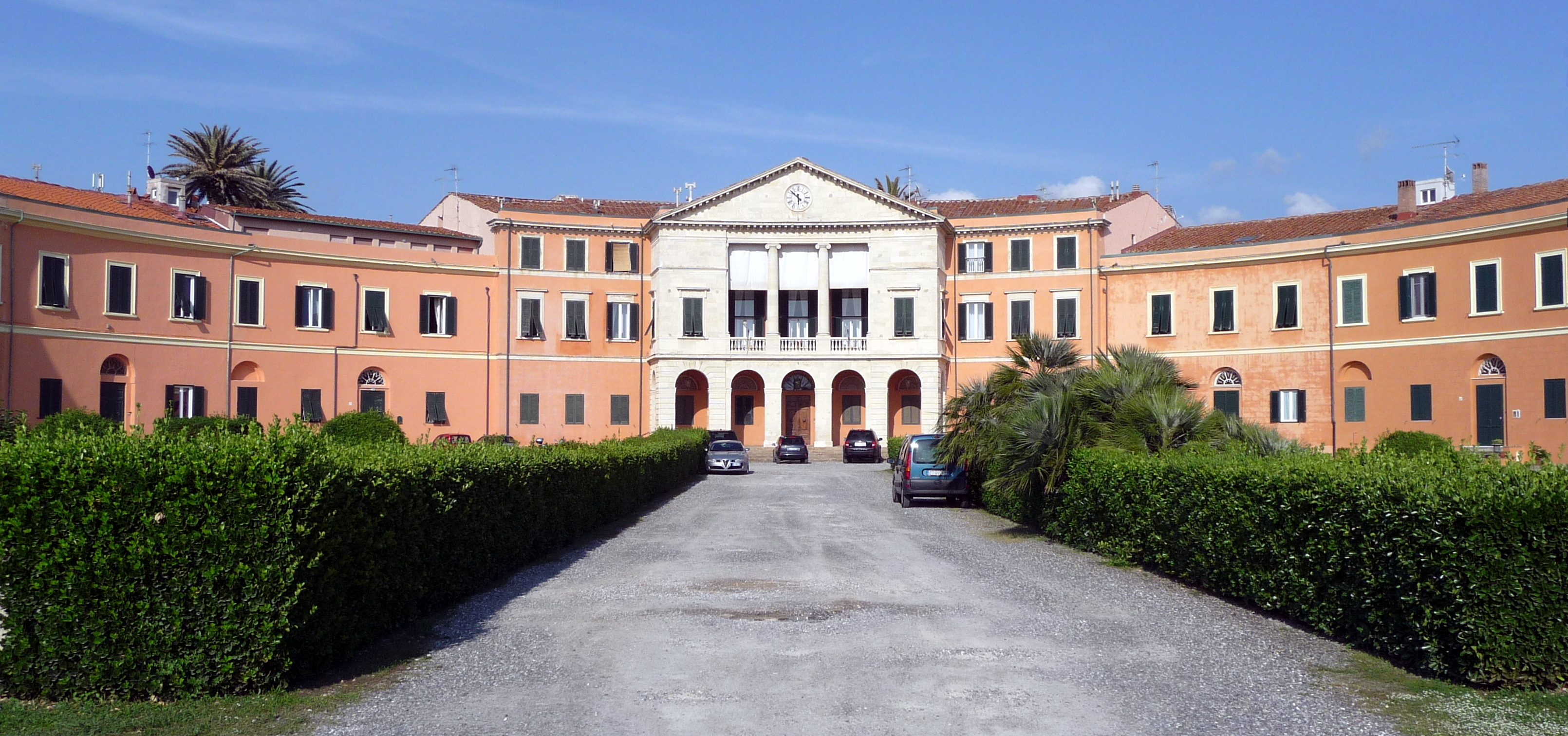
I Casini d'Ardenza
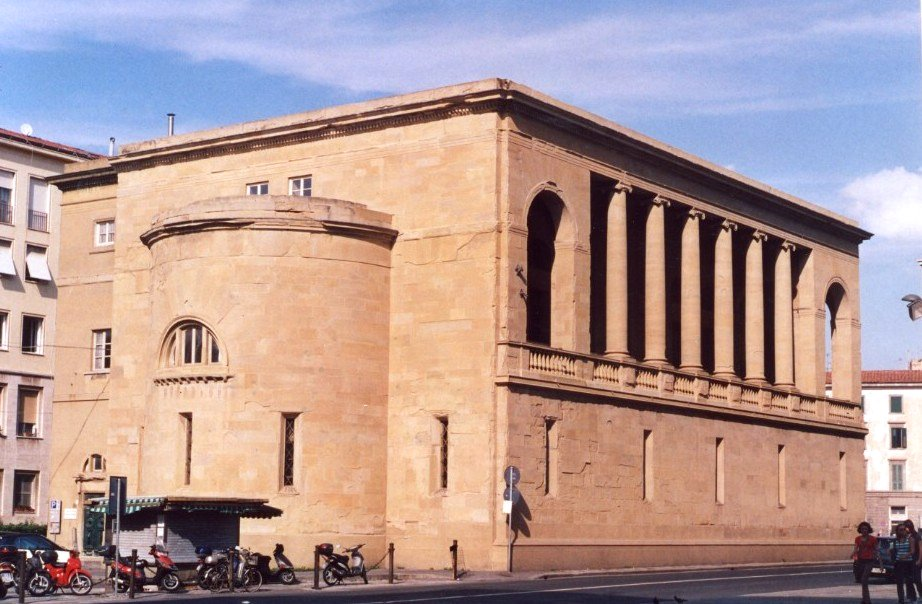
Il Cisternino di città
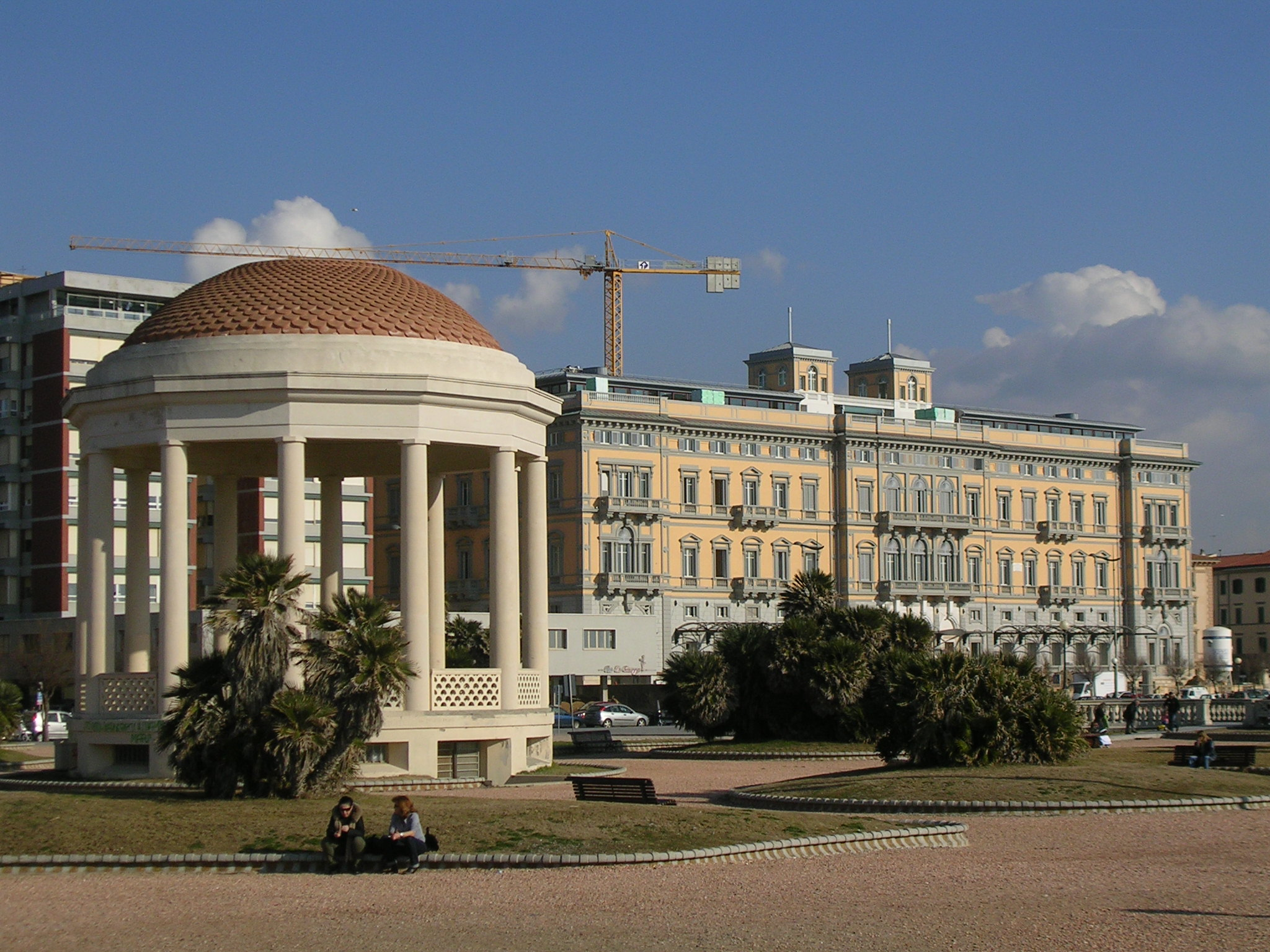
Hotel Palazzo e Gazebo del lungomare
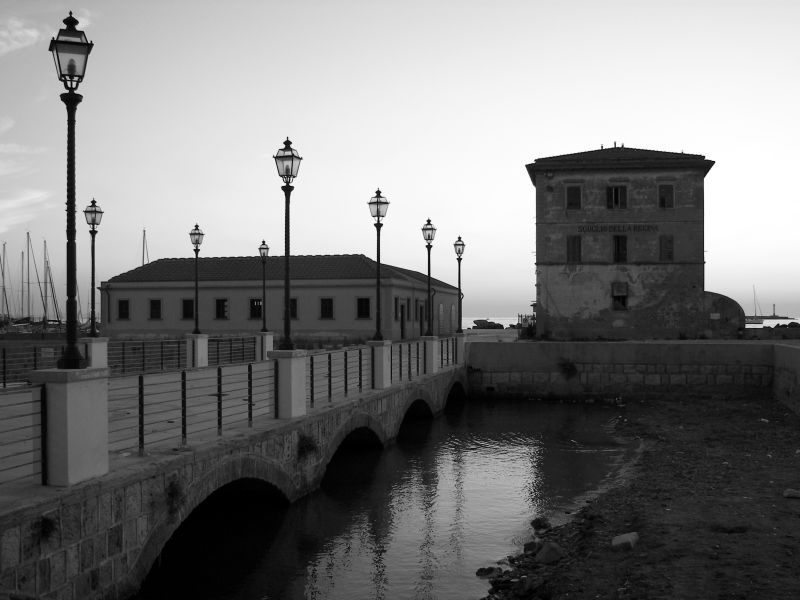
Ex stabilimento balneare Scoglio della Regina
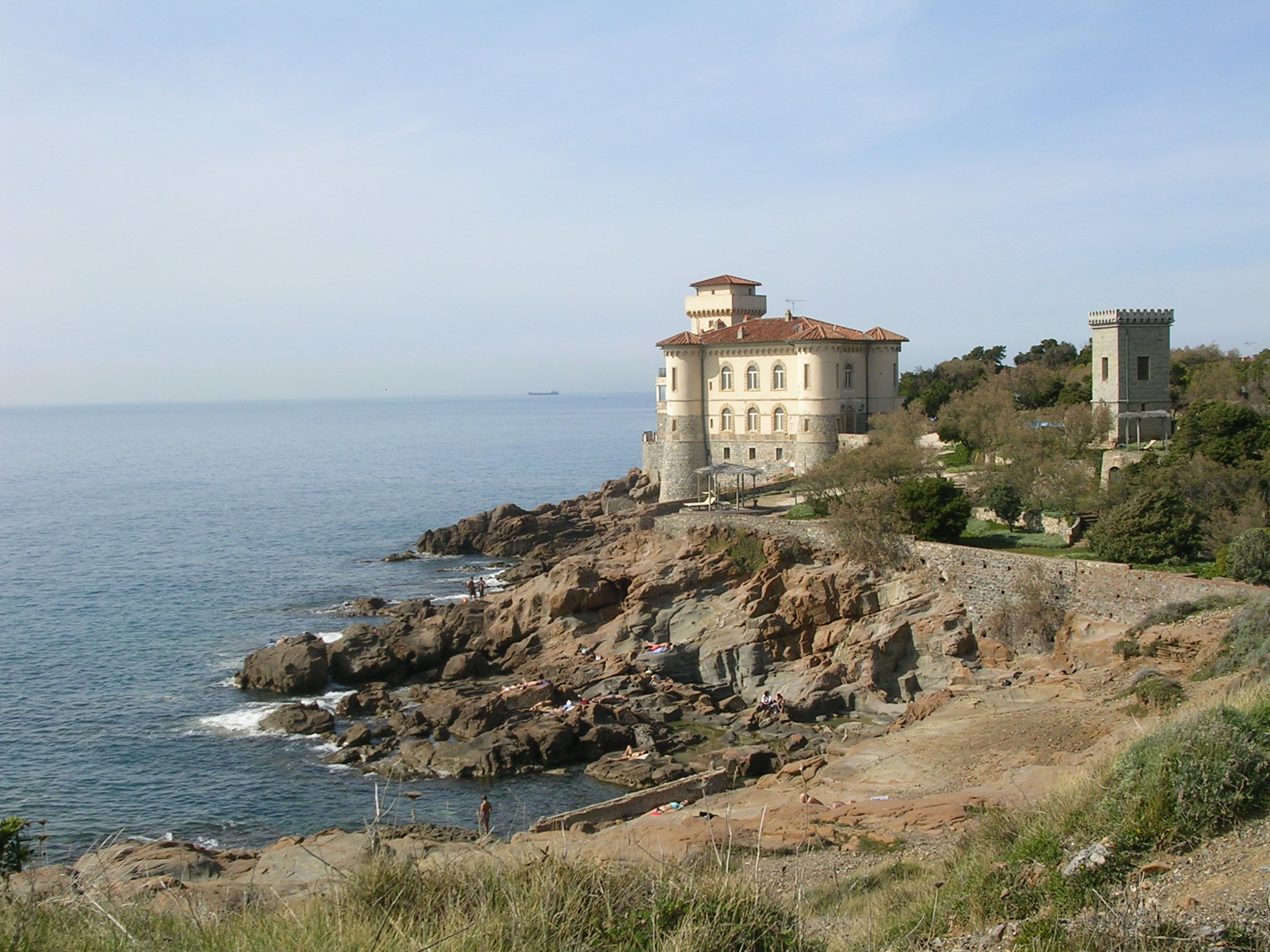
Il Castello del Boccale, lungo la strada per Quercianella
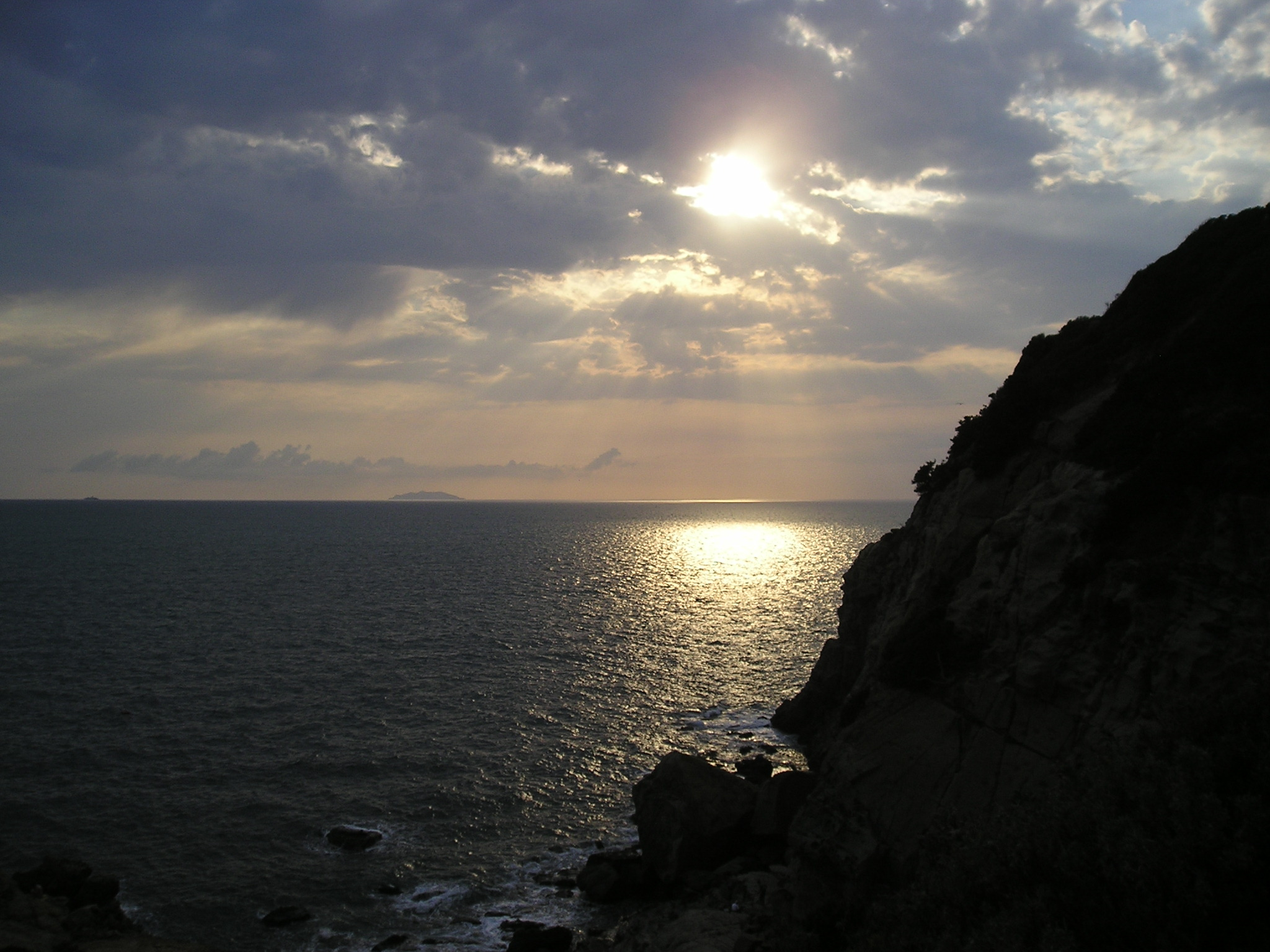
Il Romito, il tratto di costa a sud della città